# جنين (نبات)

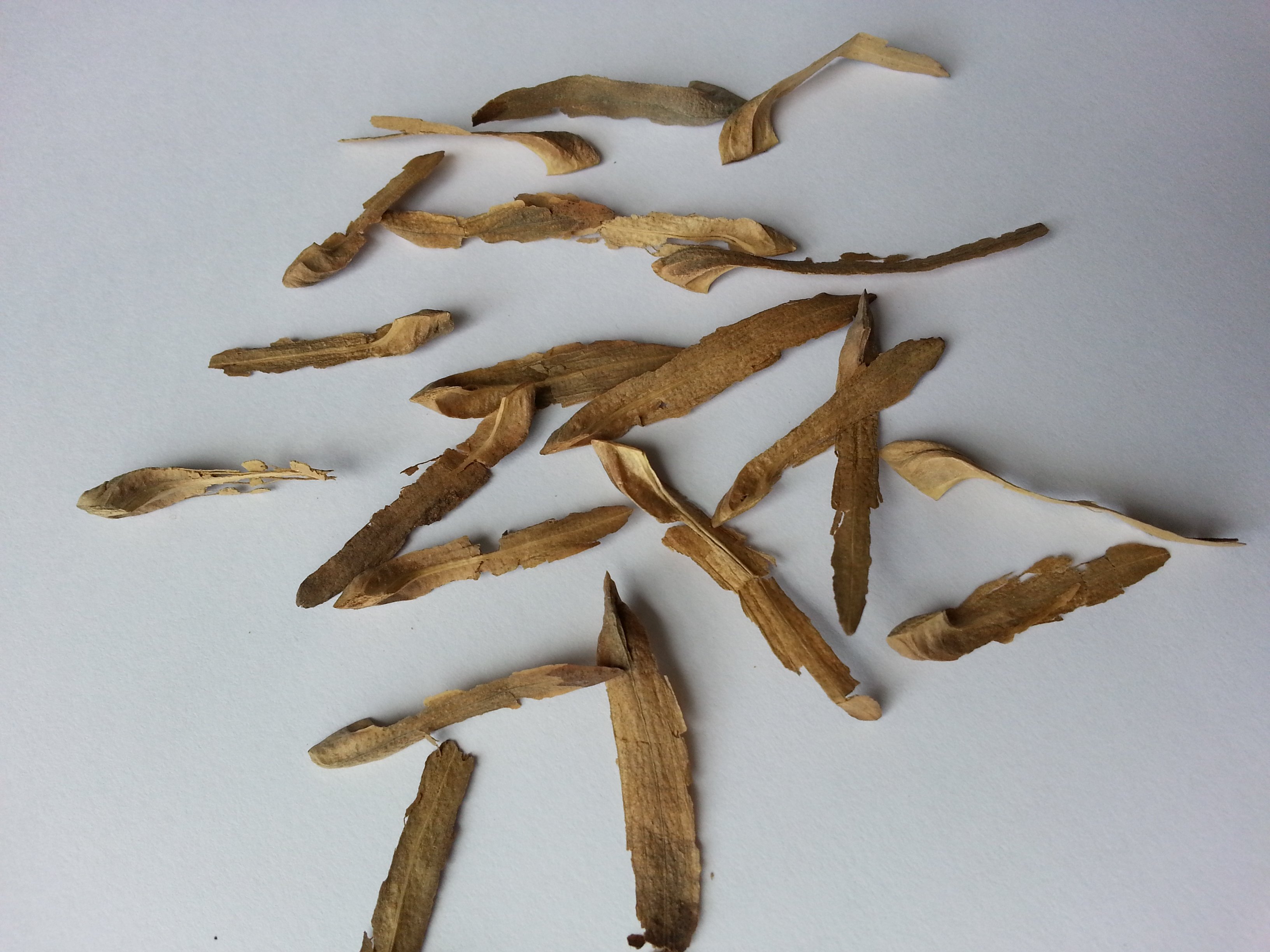
جنين نبات

يعتبر الجنين (بالإنجليزية: Cereal germ)‏ في محاصيل الحبوب أحد أجزاء الثمرة الذي يتبرعم منه النبات. يعتبر الجنين و النخالة أحد المنتجات الثانوية من عملية الطحن  ويستخدم الجنين في عملية استخراج زيت نباتي  أو مباشرة كمكون غذائي.
الجنين هو أساس الحبوب الكاملة  حيث تتعرض الحبوب غير الكاملة أثناء عملية الطحن إلى عزل السويداء وإزالة النخالة مع الجنين وذلك لإنتاج طحين أبيض اللون حيث تعطي النخالة اللون الأسمر وتحتوي على الألياف ممايقلل من المواد الغذائية للحبوب.إزالة الجنين يزيد من مدة تخزين الطحين وذلك بسبب احتواءه على دهون غير مشبعة(تتأكسد وتتزنخ عند التخزين).

## جنين القمح
يحتوي جنين القمح على كميات جيدة من المغذيات مثل فيتامين هـ وحمض الفوليك والفوسفور والزنك وفيتامين ب1 ومغنيسيوم وأحماض دهنية أساسية وكحولات دهنية كما أنه مصدر جيد للألياف. يضاف جنين القمح إلى العديد من المأكولات مثل مخفوق البروتين والكسرولة والمافن والكعك وبان كيك والحبوب واللبن. يتزنخ جنين القمح إن لم يخزن في البراد أو المجمدة بعيدا عن أشعة الشمس.